# السلام الدائم: مخطط فلسفي
السلام الدائم:  مخطط فلسفي (بالألمانية: Zum ewigen Frieden. Ein philosophischer Entwurf)‏، هو عنوان كُتيّب للفيلسوف الألماني إيمانويل كانت ظهر في عام 1795، وترجمه عثمان أمين إلى العربية بعنوان مشروع للسلام الدائم.

## ملخص
قدم كانت في هذا الكُتيب مشروعًا للسلام لكي تنفذه الحكومات. ووصفت البنود التمهيدية تلك الخطوات التي يجب اتخاذها بشكل فوري أو على وجه السرعة المتعمدة:
1. إن أي معاهدة من معاهدات السلام لا تعد صالحة إذا انطوت نية عاقديها السرية على أمر من شأنه إثارة حرب في المستقبل.
2. إن أي دول مستقلة، كبيرة كانت أو صغيرة، لا يجوز أن تخضع لسيادة دولة أخرى سواء كان بالوراثة أو التبادل أو الشراء أو الهبة.
3. يجب إلغاء الجيوش الدائمة على مر الزمان بشكل كامل.
4. يجب ألا تعقد ديون وطنية من أجل المنازعات الخارجية للدولة.
5. يحظر على أي دولة أن تتدخل بالقوة في نظام أو دستور دولة أخرى أو في حكومتها.
6. لا يسمح لأي دولة في حرب مع أخرى أن ترتكب أعمالًا عدائية، قد يكون من شأنها عند عودة السلم، امتناع الثقة المتبادلة بين الدولتين: مثل استخدام القتلة والتسميم ونقض شروط التسليم والتحريض على الخيانة في الدولة المعارضة.

وهناك ثلاث مواد نهائية لا تسمح بتوقف الأعمال العدائية فقط، بل إنها تعتبر بمثابة الأساس الذي يبنى عليه السلام.
1. يجب أن يكون الدستور المدني لكل دولة دستورًا جمهوريًا.
2. يجب أن يقوم قانون الشعوب على التحالف بين دول حرة.
3. يقتصر قانون المواطنة العالمية أو الأجنبية على شروط كرم الضيافة العالمي.

يتشابه مقال كانت إلى حد ما مع نظرية السلام الديمقراطي الحديث. فيتحدث عن دول جمهورية وليست ديمقراطية، إذ يعرفها بأن لها حكومات تمثيلية، بالطريقة التي يتم بها فصل السلطة التشريعية عن السلطة التنفيذية. ولم يناقش حق الاقتراع العام والذي يعد أمرًا حيويًا بالنسبة للديمقراطية الحديثة، ومهمًا للغاية بالنسبة إلى بعض المُنظرين في العصر الحديث؛ واختلف المعلقون اللاحقون حول ما إذا كانت لغته تحمل رسالة ضمنية، على الرغم من دفاع العديد من مفكري عصر التنوير بشكل أكبر عن جمهوريات أرستقراطية يتولاها أهل المعرفة. ولا يتعامل المقال مع الحكومات الجمهورية على أنها كافية في حد ذاتها من أجل تحقيق السلام: فتعد حرية الهجرة (كرم الضيافة) وعصبة الأمم، من الأمور الضرورية للتفعيل الواعي لمشروع المواد الستة. ويزعم كانت أن الجمهوريات لن تكون في حالة سلم مع بعضها البعض فقط، بل تعتبر أيضًا الأكثر مسالمة بين أشكال الحكم الأخرى في العموم.

## التراث والتأثير
أصبحت الفكرة العامة القائلة بأن الحكومات المسؤولة والشعبية هي الأكثر ميلًا إلى تعزيز السلام والتجارة، واحدةً من الأفكار السائدة في تيار الفكر والممارسة السياسية الأوروبية. كان ذلك عنصرًا من عناصر السياسية الأمريكية لجورج كانينج والسياسة الخارجية للورد بالمرستون. وكانت ممثلة أيضًا في الأممية الليبرالية (سياسة التعاون بين الدول) لكل من وودرو ويلسون وجورج كريل وإتش. ج. ويلز. وظهرت توصيات كانت بوضوح في أربعينيات القرن العشرين لدى الأمم المتحدة.
ويعد مقال كانت، بمثابة مقعد ذو ثلاث أرجل أو عناصر (إلى جانب نزع السلاح بشكل أوليّ). واعتمدت الكثير من المشروعات الداعية إلى السلام الدائم على عنصر –إما عن طريق ادعائها بأنها كافية لتحقيق السلام، وإما أنها سوف تُنشئ بقية العناصر الخاصة بها.
صرح إتش. ج. ويلز في بدايات الحرب العالمية الأولى، بأن الحرب ذاتها هي التي ستضع نهاية للحرب، على أساس أنه بمجرد أن تُستبدل الروح العسكرية البروسية واستبدادها بحكومة شعبية، فلن تدخل الأمم الأوروبية على الإطلاق في حرب مع بعضها، لأن التسلح والعسكرية تأتي من التهديد الألماني. تكررت تلك الفكرة وأصبحت واضحة على مدار السنوات الأربع التالية؛ وترى العديد من نظريات السلام الديمقراطي في الوقت الحاضر، أن فكرة الديمقراطية كافية في حد ذاتها لمنع الحرب أو تقليلها.
اعتمد نورمان أنجل في عام 1909 على العنصر الثاني فقط، زاعمًا بأن التجارة الحديثة جعلت من الحرب أمرًا غير مربح بالضرورة، حتى بالنسبة إلى البلد المنتصرة من الناحية التقنية، وبالتالي فإن احتمالية نجاح الحرب ما هي إلى وهم كبير. ووصف جيمس ميل الإمبراطورية البريطانية على أنها راحة خارجية للطبقات العليا؛ فيُحاجج جوزيف شومبيتر بأن الرأسمالية قد جعلت الدول مسالمة بطبيعتها ومعارضة للغزو والإمبريالية، والتي كانت تفضل النخب الأرستقراطية القديمة من الناحية الاقتصادية.
تطورت تلك النظرية بشكل جيد في السنوات الأخيرة. كتب مانسفيلد وبولينز في مجلة تسوية الصراع، تلخيصًا لعدد كبير من الأعمال التجريبية التي تدعم في معظمها ذلك الطرح. وهناك العديد من الاستثناءات والشروط التي تبدو أنها تحد من الظروف التي يؤدي فيها الاعتماد الاقتصادي المتبادل إلى تقليل الصراع. وبالتحرك على صعيد آخر، فيما بعد الاعتماد الاقتصادي المتبادل، نحو الحرية الاقتصادية داخل الدول، فإن إريك جارتسكه قد كشف عن دليل تجريبي في أن الحرية الاقتصادية (كما تم قياسها في معهد فريزر التحرري) أكثر فعالية بمقدار مرة عن الديمقراطية في تقليل الصراع العنيف.
العنصر الثالث هو الفكرة القديمة القائلة بأن الاتحاد المسالم بين الملوك من شأنه تحقيق السلام الدائم. وميز كانت الدولة المتحدة عن الدولة العالمية؛ فاقترح كلارنس ستريت في كتابه (الاتحاد الآن) عام 1938، اتحادًا للدول الديمقراطية على غرار دستور الولايات المتحدة. وحاجج بأن التجارة والطرق المسالمة للديمقراطية، من شأنها الإبقاء على هذا الاتحاد دائمًا، وتعتمد على القوة المشتركة لهذا الاتحاد من أجل ردع دول الحلفاء عن الحرب.
اقترح جيرمي بنتام أن نزع السلاح والتحكيم والتنازل عن المستعمرات، من شأنه أن يحقق السلام الدائم، وبالتالي الاعتماد فقط على مواد كانت التمهيدية وليس على المواد الثلاثة الرئيسية؛ فهو يعتمد على الرأي العام، على عكس المُنظرين المحدثين، حتى ضد الملكية المطلقة في السويد. لقد تبعه الكثيرون منذ ذلك الحين.